# تطریز

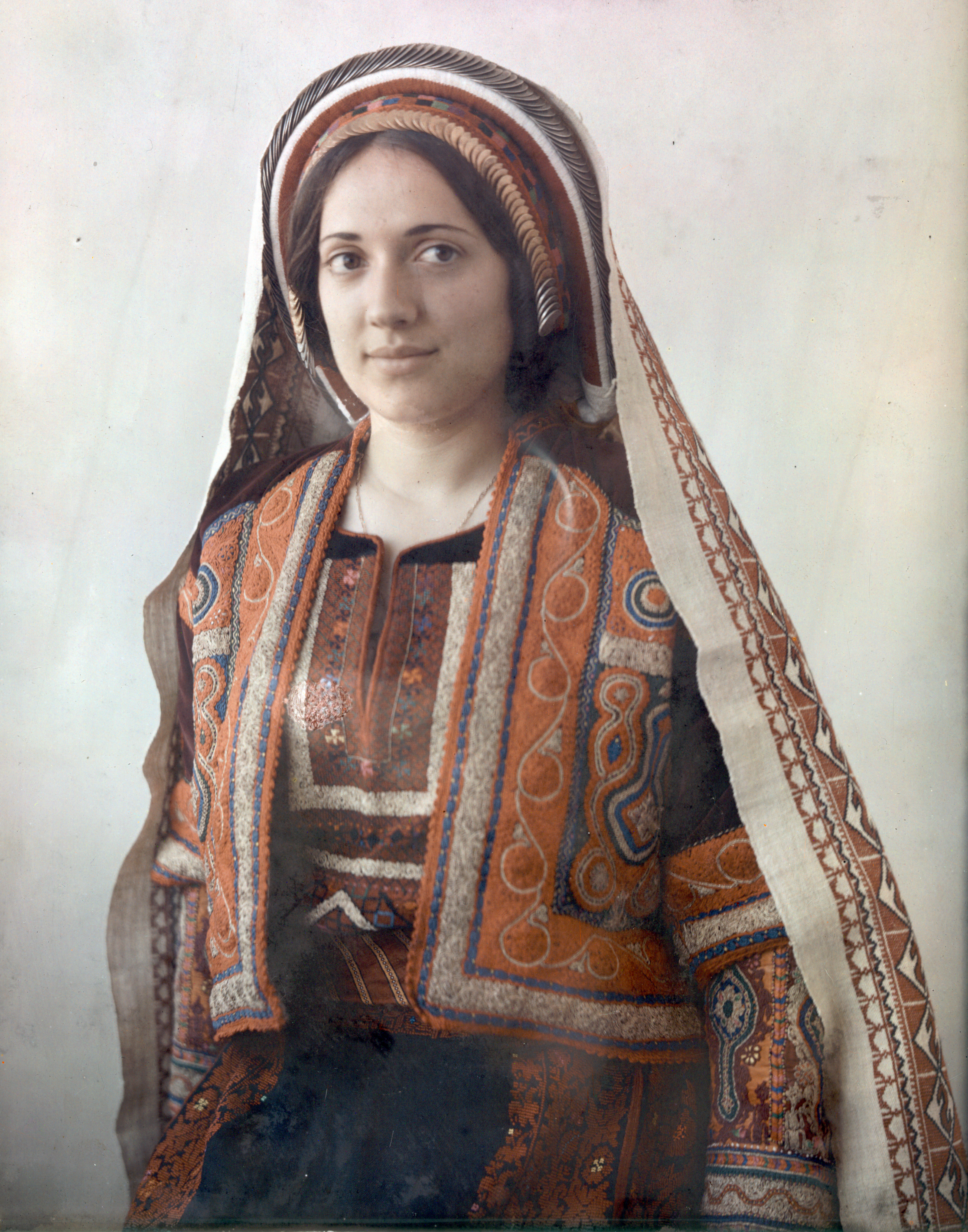
دختر فلسطینی

 تطریز (به عربی: التطريز) هنر سوزن‌دوزی با طرح‌هایی پیچیده و رنگارنگ و از نمادهای فرهنگی مردم فلسطینی است. این هنر که ناگفته‌های بسیاری دارد، سمبل هویت فرهنگی زنان فلسطینی است.

## تاریخچه
ریشه این هنر به هزار سال پیش از میلاد مسیح باز می‌گردد.

## ویژگی
سوزی‌دوزی سنتی زنان فلسطینی، با صدها نشانه نقش‌هایی را به تصویر می‌کشد که هر کدام بخشی از زندگی کسی است که لباس را بر تن خواهد کرد. از این نشانه‌ها می‌توان دریافت که زنی ثروتمند، تهی‌دست، مجرد، متأهل یا بیوه است. این نشانه‌ها با طرح و رنگ‌های گوناگون، برای آنها که تطریز را نمی‌شناسند زبانی پر رمز و راز است.